# Rudakius rudakii
Espèce
Synonymes
- Pseudicius rudakii Prószyński, 1992

Rudakius rudakii est une espèce d'araignées aranéomorphes de la famille des Salticidae.

## Distribution
Cette espèce est endémique d'Iran. Elle se rencontre vers Chiraz.

## Description
La carapace du mâle holotype mesure 2,10 mm de long et l'abdomen 2,66 mm.

## Étymologie
Cette espèce est nommée en l'honneur de Roudaki.

## Publication originale
- Prószyński, 1992 : Salticidae (Araneae) of the Old World and Pacific Islands in several US collections. Annales zoologici, Warszawa, vol. 44, p. 87-163.